# General Electric J79

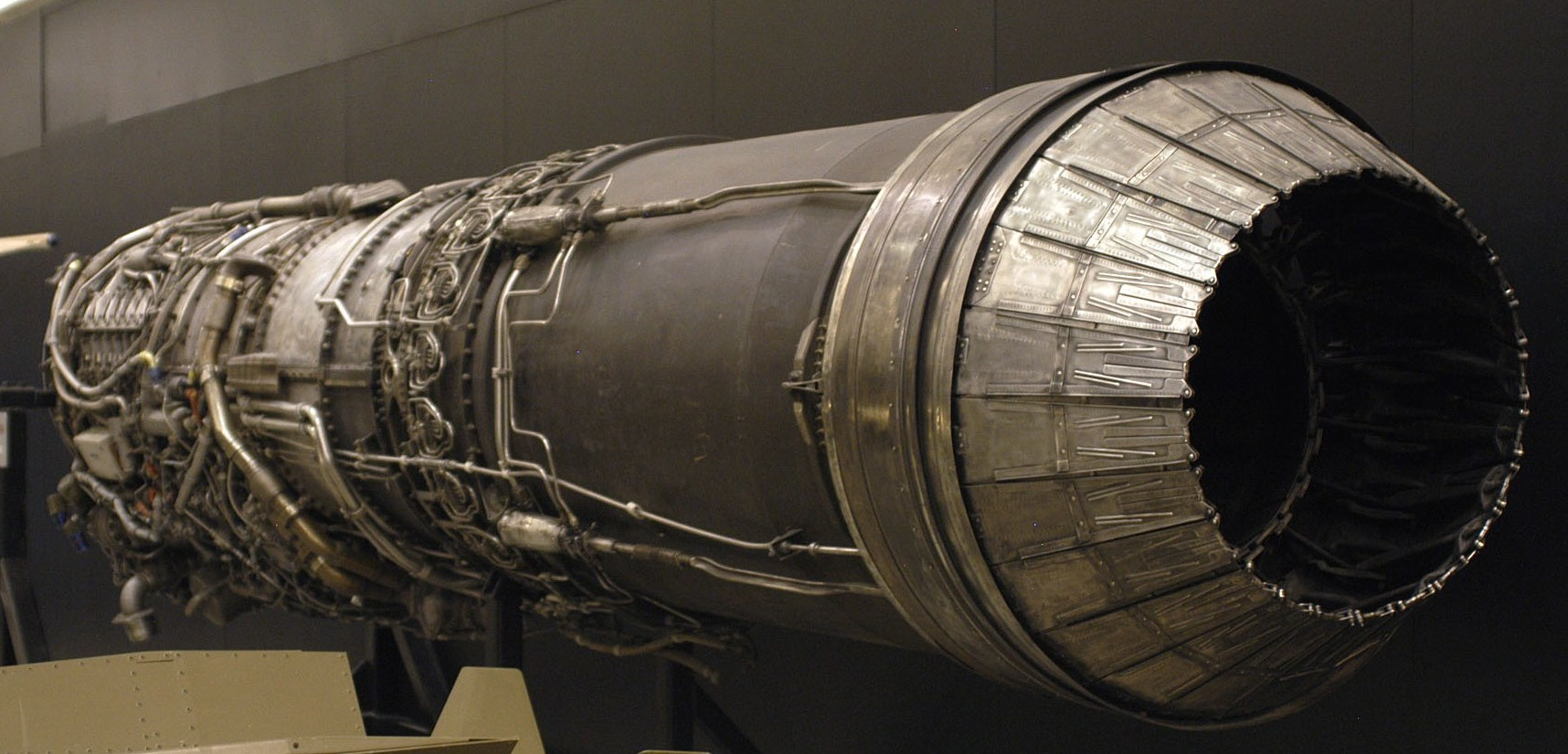
Egy J79 az Amerikai Légierő Nemzeti Múzeumában (National Museum of the United States Air Force)

A General Electric J79 egy axiális átömlésű, egyáramú gázturbina, melyet az Egyesült Államokbeli General Electric Aircraft Engines fejlesztett ki vadász- és bombázó repülőgépek részére. Számos repülőgéptípus alkalmazta és általuk jelentős mértékű exportsikereket ért el a fejlesztő vállalat, több mint 17 000 példányt gyártottak le belőle.
Az egyszerűsített, polgári repülőgépekben alkalmazott változatai a General Electric CJ805 típusjelet kapták, mellyel szárnykonzolra függesztve a Convair 880 típust szerelték fel, illetve módosított változatával, a CJ805–23mal pedig a Convair 990-et és a Sud Aviation Caravelle amerikai piacra szánt prototípusát.
Legnagyobb mennyiségben az F–104 Starfighter és az F–4 Phantom II típusokban alkalmazták. Tesztrepüléseket végeztek F–16 Fighting Falconba épített változatával is, mely repülőgépnek az F–16/79 lett a típusjele. Népszerűségét jól tükrözi, hogy szárazföldi sebességrekorder járművek hajtóműveként is alkalmazzák. Az 1958-as Collier-kupán ezzel a típussal hajtott F–104-gyel sebességi rekordot állítottak fel Gerhard Neumann és Neil Burgess közreműködésével.
Az amerikai hadrendből az új, gazdaságosabb és nagyobb teljesítményű – Pratt & Whitney TF30 és F100 típusjelű – kétáramú gázturbinák szorították ki, melyek az F–111 Aardvark, az F–14 Tomcat és az F–15 Eagle-ben, F–16-ban kaptak helyet.